# Sauroglossum aurantiacum
Sauroglossum aurantiacum là một loài thực vật có hoa trong họ Lan. Loài này được (C.Schweinf.) Garay miêu tả khoa học đầu tiên năm 1978.